# Ventilla (metropolitana di Madrid)
Ventilla è una stazione della Metropolitana di Madrid della linea 9.
Si trova sotto la Avenida de Asturias, nell'omonimo quartiere del distretto di Tetuán (Madrid).

## Storia
È stata inaugurata il 3 giugno 1983 come parte dell'allora linea 9B (anche conosciuta come 9N) che andava da Plaza de Castilla a Herrera Oria, passando a far parte dell'attuale linea 9 il 24 febbraio 1986.

## Accessi
Vestibolo Ventilla
- Avda. Asturias, impares Avenida de Asturias, 53
- Avda. Asturias, pares Avenida de Asturias, 36